# Pseudozaphanera
Pseudozaphanera is een geslacht van halfvleugeligen (Hemiptera) uit de familie witte vliegen (Aleyrodidae), onderfamilie Aleyrodinae.
De wetenschappelijke naam van dit geslacht is voor het eerst geldig gepubliceerd door Manzari in Manzari & Quicke in 2006. De typesoort is Aleurodes niger.

## Soorten
Pseudozaphanera omvat de volgende soorten:
- Pseudozaphanera niger (Maskell, 1896)
- Pseudozaphanera papyrocarpae (Martin in Bailey, Martin, Noyes & Austin, 2001)
- Pseudozaphanera rhachisreticulata (Martin, 1999)
- Pseudozaphanera splendida (Martin, 1999)
- Pseudozaphanera wariensis (Martin, 1999)